# Jozef Gabčík
Jozef Gabčík (ur. 8 kwietnia 1912 w Poluvsiu – obecnie Rajecké Teplice, zm. 18 czerwca 1942 w Pradze) – słowacki generał major (za życia sierżant – rotmistr), uczestnik operacji Anthropoid, zamachu na Kierownika RSHA i Protektora Czech i Moraw Reinharda Heydricha.

## Zarys biografii
W 1932 rozpoczął służbę wojskową w pułku piechoty Armii Czechosłowackiej w Koszycach. W jej trakcie ukończył szkołę dla podoficerów w Preszowie. Po trzech latach – na własną prośbę – odszedł z czynnej służby, aby podjąć pracę w fabryce zbrojeniowej w Żylinie, w której był zatrudniony do 1 maja 1939. Wówczas to nielegalnie przekroczył granicę polską i w Krakowie przystąpił do czechosłowackiego ugrupowania wojskowego. Tam poznał Jana Kubiša, z którym wyjechał do Francji, gdzie obaj zostali żołnierzami 1. Regimentu Legii Cudzoziemskiej. 26 września 1939 wstąpili w Agde do tworzącej się na uchodźstwie Armii Czechosłowackiej.
Gabčík jako zastępca dowódcy plutonu karabinów maszynowych uczestniczył w kampanii 1940. Po klęsce Francji został przerzucony do Wielkiej Brytanii. Przeszedł tam specjalistyczne szkolenie w zakresie działań dywersyjno-partyzanckich. W nocy z 28 na 29 grudnia 1941 – wraz z innymi członkami grupy Anthropoid – został zrzucony na spadochronie na terytorium Protektoratu Czech i Moraw.
25 kwietnia 1942 żołnierz wziął udział w nieudanej akcji grupy operacyjnej Out Distance, kierowanej przez por. Adolfa Opálkę – naprowadzeniu brytyjskich bombowców na fabrykę Škody w Pilźnie za pomocą sygnałów świetlnych. Mimo wysiłku konspiratorów i załóg samolotów, bomby spadły poza fabryką. 
27 maja 1942 wspólnie z Janem Kubišem dokonał w Pradze zamachu na Reinharda Heydricha. Zadaniem Gabčíka było zastrzelenie niemieckiego dygnitarza, jednak wskutek zacięcia się pistoletu maszynowego Sten Mk II, nie udało mu się tego dokonać. Heydrich jednak nie przeżył zamachu, gdyż doznał śmiertelnych ran po wybuchu granatu, rzuconego przez drugiego z atakujących – J.Kubiša.

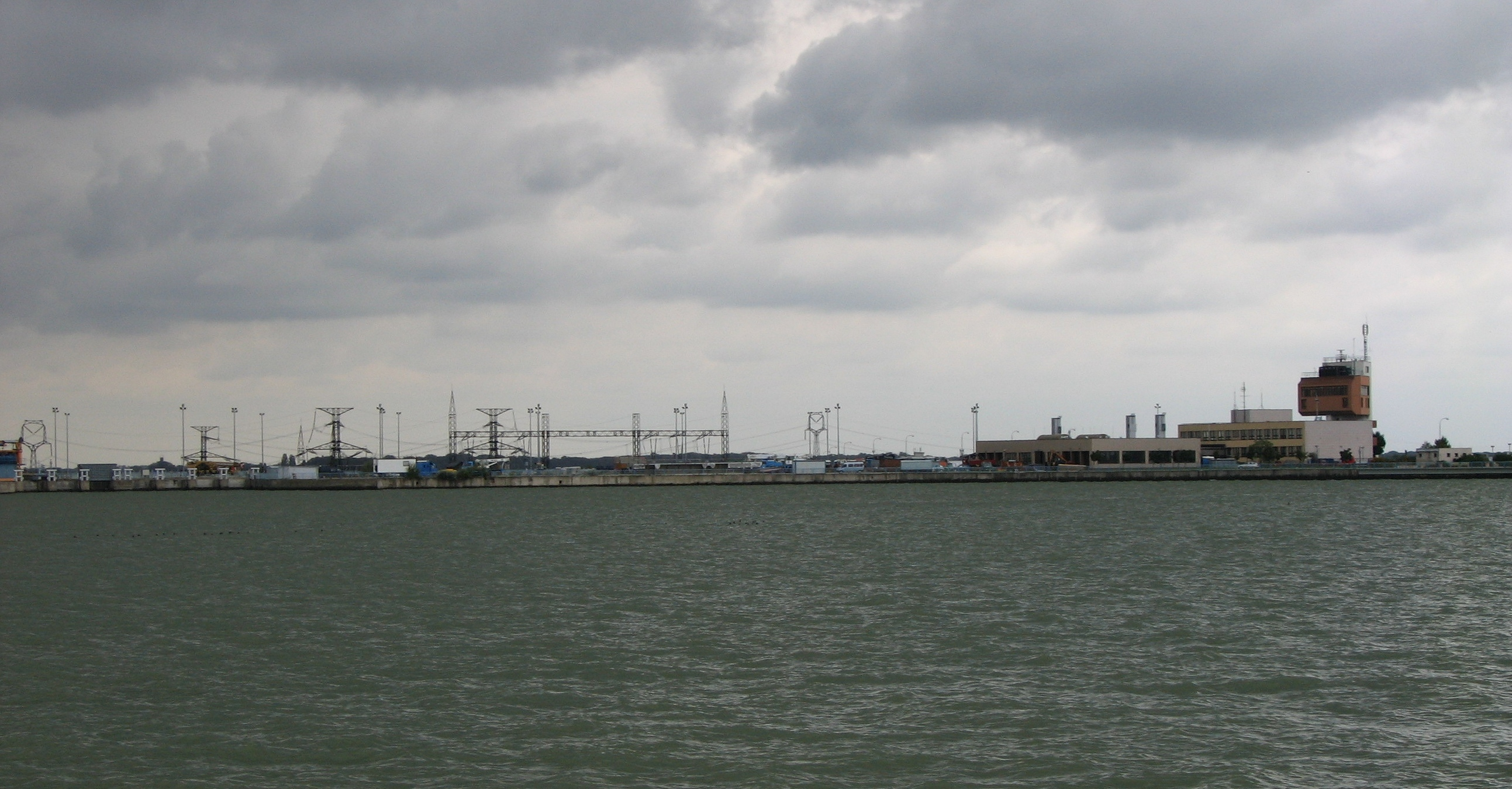
Hydroelektrownia Gabčíkovo

Po udanej akcji Gabčík zdołał zbiec i przez jakiś czas ukrywał się z 6 innymi spadochroniarzami w krypcie prawosławnej katedry Świętych Cyryla i Metodego. Niemcy jednak wpadli na trop kryjówki za sprawą zdrady Karela Čurdy, który ujawnił nazwiska osób pomagających spadochroniarzom. 18 czerwca 1942 sobór Świętych Cyryla i Metodego został otoczony przez ugrupowanie SS i gestapo. Gabčik, Jaroslav Švarc, Jan Hrubý, Josef Valčík, Adolf Opálka i Josef Bublík popełnili samobójstwo w okrążonym kościele. Kubiš natomiast, który stracił przytomność raniony odłamkami granatu na chórze kościoła, zmarł w sanitarce podczas transportu do szpitala.

## Odznaczenia
- Czechosłowacki Wojskowy Order Lwa Białego „Za zwycięstwo” I Klasy – 1968, pośmiertnie
- Złota Gwiazda Czechosłowackiego Orderu Wojskowego „Za Wolność” – 1949, pośmiertnie
- Order Milana Rastislava Štefánika III Klasy – 1992, pośmiertnie[3]
- Krzyż Wojenny Czechosłowacki 1939 – dwukrotnie: 1940, 1942 i 1945 (pośmiertnie)
- Czechosłowacki Wojskowy Medal Pamiątkowy (z okuciami „F” i „VB”) – 1944, pośmiertnie
- Croix de Guerre 1939-1945 – Francja

## Pamięć
- W 1948 dla uczczenia Jozefa Gabčika przemianowano słowacką gminę Beš na Gabčíkovo
- Jego imieniem nazwano:

elektrownię wodną na Dunaju – Vodné dielo Gabčíkovo
5 Pułk Specjalnego Przeznaczenia (5. pluk špeciálneho určenia „Jozefa Gabčíka”)
- Jozef Gabčik został pośmiertnie awansowany na stopień:
  - pułkownik 2002
  - generał brygady 2015[4]
  - generał major 2017[5]